# Rádio Baré
Rádio Baré foi uma emissora de rádio brasileira sediada em Manaus, capital do estado do Amazonas. Opera no dial FM, na frequência 95,7 MHz, e pertencia à Rede Rios de Comunicação, vinculada à Faculdade Metropolitana de Manaus (FAMETRO). Fundada em 1938, como Voz da Baricéia, e posteriormente como Rádio Baré, é a primeira e mais antiga emissora de rádio do estado.

## História

### 1939 a 1985
Foi o radioamador Lizardo Rodrigues o fundador da Rádio Baré. Inicialmente com o nome de Voz da Baricéia, um pequenino transmissor e pouca coisa mais, ele deu início à irradiação a partir de sua residência na Rua José Paranaguá, 383, no centro de Manaus. Desde aí mudou-se depois para um prédio maior na Avenida Sete de Setembro. Em 1945, seu controle passou para o domínio dos Diários Associados, do embaixador Assis Chateaubriand e sua sede mudou-se para os altos do prédio situado na Avenida Eduardo Ribeiro, 566, sendo seu primeiro diretor o jornalista Josué Cláudio de Souza, que com a aquisição da emissora, iniciou-se a era do rádio amazonense propriamente dita.
A Rádio Baré foi inovadora em várias áreas de suas atividades, destaque para as comédias e as novelas, além de faro noticiário voltado para a capital e o interior do Estado. Através de sua frequência de ondas tropicais - de larga penetração nos rincões amazônicos - o programa Avisos para o Interior se revelou como único meio de ligação entre a capital e as regiões mais remotas. Eram familiares da capital que mandavam suas mensagens e recomendações e também seus pedidos e encomendas de tudo que se imaginava pudesse ser remetido para Manaus. Além dos avisos, os oferecimentos musicais na interpretação dos cantores preferidos também representavam o elo de ligação entre os ouvintes distantes.
Com o surgimento da Rádio Difusora em 1948, as duas emissoras passaram a disputar a preferência do ouvinte. As rádios produziam eventos musicais com artistas brasileiros consagrados. Muitos desses eventos eram realizados ao ar livre.
A partir da década de 1950, ganhou força o movimento artístico representado pelas comédias e novelas, tendo a Rádio Baré formado então uma seleção de atores e atrizes que até hoje é lembrada pela qualidade das produções realizadas. Vem daquela época a recordação de profissionais como Alfredo Fernandes, Josaphat Pires, Jerusa Mustafa, Jaime Rebelo etc.

### 1985 a 2007
Em 1985, com a crise que se formou nos Diários Associados desde a morte de Assis Chateaubriand e agravada com a falência da Rede Tupi em 1980, o Condomínio Acionário põe à venda os ativos do grupo no Amazonas. A Rádio Baré e o Jornal do Commercio foram então vendidos para o jornalista Guilherme Aluízio de Oliveira Silva. A TV Baré por sua vez foi vendida para um dos seus acionistas, o jornalista Umberto Calderaro Filho, que em 2 de junho de 1986 renomeou a emissora para TV A Crítica. Após a venda, a Rádio Baré passou a funcionar junto ao parque gráfico do Jornal do Commercio, no bairro do Japiim.
Em 2002, com a decadência do rádio AM e OT, a emissora deixa de seguir programação independente e se afilia à rede de rádios Deus É Amor até o final de 2006, quando passa a seguir uma programação musical e sem locutores.

### 2007 a 2015
Em 10 de agosto de 2007, a Rádio Baré afilia-se à Rádio Globo, passando a se chamar Rádio Globo Manaus e integrando-se ao Sistema Globo de Rádio. A programação local passa a ser composta pelos programas Globo Cidade, com Adeilson Albuquerque, Manhã da Globo, com Carlos Araújo, e Globo Esportivo, com Ary Neto. Os profissionais Mario Célio, Gustav Cervinka e Anderson Silva passaram pela emissora. As jornadas esportivas eram comandadas por Ary Neto e Adeilson Albuquerque na narração; Teófilo Mesquita, Nelson Brilhante e Jorge Atlas nos comentários, e Aldrín Pontes, Paulo Rogério e Janderson Ribeiro como repórteres. O restante da grade da emissora era majoritariamente preenchido pela programação da rede gerada a partir do Rio de Janeiro.
No ano de 2009, a parceria com a Rádio Globo se encerra, e a emissora volta a se chamar Rádio Baré. Os profissionais da emissora são dispensados, e toda a grade de programação é arrendada para a Igreja Universal do Reino de Deus. A Rádio Baré passa então a retransmitir os programas e cultos da IURD através da Rede Aleluia.
No fim de 2014, a emissora é arrendada para a Rede Amazônica, do empresário Phelippe Daou. No lugar da programação da Rede Aleluia, passou a ser repetido o áudio da Amazonas FM, também pertencente ao grupo, e em 4 de agosto de 2015, estreou a CBN Amazônia.

### Posteriormente
Enquanto operava como CBN Amazônia, a emissora migrou para o FM em novembro de 2016. O arrendamento foi encerrado em 5 de fevereiro de 2018, quando a CBN Amazônia substituiu a Amazonas FM e deixou a 95,7 FM. A Rádio Baré então passou a transmitir a Rádio ALEAM no lugar da CBN Amazônia. Posteriormente, um acordo foi firmado entre o Grupo de Comunicação Jornal do Commercio e a Rede Diário de Comunicação, para lançar um novo projeto na frequência, que veio a ser a Rádio Diário, cuja estreia ocorreu no mês seguinte.
Em 4 de novembro de 2021, a Rádio Diário deixa de operar no dial FM para dar lugar a Viva FM, na mesma frequência. O Grupo Diário, anunciou em suas redes sociais, seu futuro retorno ao dial por outra frequência, ainda indefinida. Por enquanto, sua transmissão via internet está fora do ar. No entanto, a emissora continua se chamando Rádio Baré, porém em dezembro de 2021 a frequência passou a ser ocupada pela Viva FM.
Mas em março de 2023, a Rádio Baré foi vendida para os empresários Wellington Lins de Oliveira e Maria do Carmo Seffair, proprietários da Faculdade Metropolitana de Manaus (FAMETRO), e em 22 de março, a emissora estreia o programa Ah, Uma Gelada, apresentado pelo radialista e jornalista Fred Lobão, em seguida transmitindo uma programação musical e sem loucutores, até o dia 22, quando preparou a expectativa de lançamento da Rios FM, pertencente ao Grupo Rios de Comunicação, ligada ao Grupo Fametro.
Em 27 de março de 2023, é inaugurada a Rios FM, planejando a sua expansão pelo estado do Amazonas, enquanto a Rádio Baré é oficialmente e definitivamente extinta.